# Iosif Szökő
Iosif Szökő (n. 18 martie 1930, Marghita, România – d. 1 aprilie 2008, București, România) a fost un fotbalist român de origine maghiară, care a jucat ca atacant la echipa națională de fotbal a României și la echipe precum ICO Oradea și Dinamo București.

## Cariera de club
S-a născut în 18 martie 1030 în orașul Marghita din județul Bihor și și-a început cariera la clubul local Bihoreana, care juca la nivel județean. După câteva meciuri amicale cu Rapid București, CFR Oradea și ICO Oradea, tânărul Szökő a fost transferat la CFR Oradea, echipă împotriva căreia marcase trei goluri. Apoi, după un loc 3 în sezonul 1947–1948 al Diviziei B, Iosif Szökő a trecut la echipa ICO Oradea, unde și-a făcut debutul în Divizia A pe 19 martie 1950 într-o victorie cu 4–1 pe teren propriu împotriva echipei Locomotiva Sibiu.
În 1951 a plecat la Dinamo București, iar prima sa performanță la acest club a fost ajungerea în finala Cupei României 1954, în care antrenorul Angelo Niculescu l-a folosit toate minutele în înfrângerea cu 2–0 în fața echipei Metalul Reșița. În sezonul următor, Szökő a ajutat clubul să câștige primul titlu de Divizia A din istoria sa, fiind folosit de Niculescu în 18 meciuri, în care a marcat o dată. A câștigat Cupa României în sezonul 1958–1959, dar antrenorul Iuliu Baratky nu l-a folosit în finală. În anii petrecuți la Dinamo, Szökő a marcat o dată într-un Derby Etern (România)|derby]] cu Steaua București, care s-a încheiat la egalitate, scor 2–2. Ultima sa apariție în Divizia A a avut loc pe 20 septembrie 1959, în înfrângerea acasă a lui Dinamo cu scorul de 2–0 în fața echipei Dinamo Bacău, cumulând un total de 107 meciuri cu 10 goluri marcate în competiție.
A fost cadru militar în Ministerul Afacerilor Interne, cu gradul de locotenent major (în 1954), căpitan (în 1958) și maior (în 1968).

## Cariera internațională
Iosif Szökő a jucat 11 meciuri la nivel internațional pentru România. A debutat la preliminariile Campionatului Mondial din 1954⁠(d) sub conducerea antrenorului Gheorghe Popescu I, jucând în trei meciuri: primul a fost o victorie cu 3–1 împotriva Bulgariei, al doilea a fost o victorie cu 2–1 împotriva aceleiași echipe și al treilea a fost o înfrângere cu 1–0 împotriva Cehoslovaciei. Următoarele 8 meciuri au fost amicale, iar ultima sa apariție a avut loc în 22 aprilie 1956, într-un meci câștigat cu 1-0 în deplasare împotriva Iugoslaviei.

## Cariera de antrenor
După retragerea din activitatea de jucător a început o carieră de antrenor de fotbal, fiind antrenorul secund al lui Virgil Mărdărescu la Dinamo Pitești, apoi a lucrat ca antrenor secund la Dinamo București, unde a fost, de asemenea, antrenor al mai multor echipe de tineret, iar între anii 1970 și 1980 a fost un scouter important. Printre jucătorii pe care i-a antrenat s-au numărat Dudu Georgescu și Alexandru Sătmăreanu.

## Moartea
Szökő a murit pe 1 aprilie 2002, la vârsta de 72 de ani.

## Distincții
- Medalia Muncii (14 mai 1954) „pentru rezultate valoroase obținute în activitatea sportivă”[9]
- Medalia Muncii (9 mai 1958) „cu prilejul aniversării a 10 ani de la înființarea Clubului sportiv «Dinamo» și pentru rezultate deosebite obținute în dezvoltarea activității sportive”[10]
- Medalia „Meritul Sportiv” clasa I (8 mai 1968) „pentru contribuția deosebită adusă la dezvoltarea mișcării de cultură fizică și sport și pentru merite deosebite în activitatea sportivă de performanță, cu prilejul împlinirii a 20 de ani de la înființarea Clubului sportiv «Dinamo»-București al Ministerului Afacerilor Interne”[11]

## Palmares
ICO Oradea
- Divizia A: 1948–49

Dinamo București
- Divizia A: 1955[6]
- Cupa României: 1958–59[5][7]
- Cupa României: finalist 1954[5][7]